# Аделу
Аделу Агунлойє (д/н — 1876) — 36-й алаафін (володар) держави Ойо в 1859—1875 роках.

## Життєпис
Син алаафіна Атібе. 1859 року після смерті останнього успадкував трон. Втім стикнувся з заколотом Курунмі, ареон-канкафо (головнокомандуючого), що не визнав Аделу правителем Ойо.
У 1860 року між ними почалася відкрита війна. Курунмі підтримав правитель Егби. Натомість алаафіну допомогу надав Огунмола з Ібадану, що був басоруном (першим міністром). Зрештою останній переміг Курунмі, який наклав на себе руки. місто-держава Іджає, де правив рід Курунмі, було сплюндровано. Разом з тим значну вагу набуло місто-держава Ібадан, де правив Огунмола (разом з вищої посадою в Ойо).
1864 року спалахнула друга війна Батедо між родом з Іджає, що відновився на чолі із Сагауном та Балогуном, Огумолою з Ібадану та Берекодо, правителя Ігбо-Оро, та Пако, син Огунмоли. Втім в подальшому вони знову поновили протистояння, внаслідок чого фактична влада алаафіна суттєво зменшилася.
Помер Аделу 1876 року. Йому спадкував Адейємі I.